# 観光英語検定
観光英語検定試験（かんこうえいごけんていしけん）は、全国語学ビジネス観光教育協会が主催する検定試験である。海外旅行および訪日外国人旅行の関係分野を通した英語の運用能力を測る。通称は観光英検。文部科学省後援。

## 概要
海外旅行者および訪日外国人旅行者の増加を受け、旅行・観光関連業界において、専門用語や独特の言い回しなどを含む業務遂行に必要な英語力を持つ人材への需要が高まったことを背景にスタート 。日本人旅行者を率いる旅行業者や添乗員、外国人旅行者に国内を案内するガイドなどを想定したコミュニケーション・接客能力の向上を目的としている。第1回が開催された1989年（平成元年）以来、海外旅行愛好者を含め延べ20万人以上の受験者数を持つ。
検定級は1級・2級・3級の各級に分かれ、2級・3級についてはマークシートによる筆記およびリスニング試験、1級は記述式の筆記試験およびネイティブスピーカーによる面接試験が行われる。出題は、海外旅行および訪日外国人旅行における旅行・観光分野（空港、交通、ホテル、ショッピング等）に絞り込まれ、一般的英語力に加えて、国内外の文化、地理、歴史の知識（伝統芸能、郷土料理、自然景観等）を必要とする問題が含まれている。
なお本検定は、英検（実用英語技能検定）とは関係がない。

## 試験日
- 1級は年1回の実施。概ね10月頃。
- 2級および3級は年2回の実施。概ね6月と10月頃。

## 検定級と試験内容
| 級  | 出題形式                          | 出題の基本方針 |
| --- | --------------------------------- | --- |
| 1級 | 筆記（記述式） ネイティブとの面接 | 観光・旅行業に必要な実務英語 |
| 2級 | 筆記・リスニング                  | 予約関連業務､ホテル関連業務､出入国に関する手続き､機内放送等のアナウンス､食事､通貨､交通機関等、 観光・旅行業に必要となる基本的な英語および英語による日常会話                         |
| 3級 | 筆記・リスニング                  | 曜日､時刻､数字(単位含む)、英語の掲示やパンフレット､地名､世界と日本の観光名所､日本の祭りや年中行事また民芸品､あいさつ等、 観光・旅行に必要となる初歩的な英語および英語による日常会話 |